# Melimoyu
Le Melimoyu, également appelé Melimoto ou encore Melimoya, en espagnol Cerro Melimoyu ou Monte Melimoyu, est un volcan du Chili situé dans la cordillère des Andes.

## Géographie
Le Melimoyu est situé dans le sud du Chili et de la cordillère des Andes, dans la région d'Aysén, à une quarantaine de kilomètres au nord-ouest de la ville de Puyuhuapi.
Culminant à 2 400 mètres d'altitude, ce stratovolcan étiré sur dix kilomètres dans le sens est-ouest est couronné par un cratère d'un kilomètre de diamètre lui-même inclus dans une caldeira de huit kilomètres de diamètre. Cette dernière présente une brèche au nord-est par laquelle s'échappe le glacier qui recouvre le sommet du volcan. Construit par des laves basaltiques et andésitiques, la montagne présente de nombreux cônes de cendres à sa surface.

## Histoire éruptive
Seules deux éruptions du Melimoyu sont connues : une en 850 av. J.-C. et la dernière en 200. Elles ont toutes les deux eu un caractère explosif. Une augmentation de l'activité sismique du volcan depuis juin 2010 laisse penser à une possible reprise d'activité de la part du Melimoyu.